# Colosyta
Colosyta là một chi bướm đêm thuộc phân họ Tortricinae của họ Tortricidae.

## Các loài
- Colosyta ocystolus (Meyrick, 1932)